# Комплементарність (економіка)

Взаємодоповнюючі товари мають негативну перехресну еластичність попиту: коли ціна на товар Y зростає, попит на товар X падає.

Комплементарність або взаємодоповнення товарів і послуг існує, коли володіння одним товаром і послугою спричиняє сталу потребу в іншому товарі/ послузі. Вони споживаються разом і мають негативну перехресну еластичність попиту — коли ціна на один із товарів знижується (зростає), попит на другий збільшується (зменшується), на відміну від поведінки товару-замінника.
Як правило, у парі взаємодоповнюючих товарів є «базовий товар» (більш тривалого строку експлуатації та вартості виробництва, напр. станки для гоління) та «комплементарний товар» (часто витратний матеріал, напр.леза для гоління). При цьому для стимулювання попиту, нерідко ціна на «базовий товар» занижується або навіть є нижчою від собівартості, для стимулювання попиту на «комплементарний товар», який продається у більшій кількості та за ціною, значною вищою від його собівартості.

## Приклади
- автомобілі та бензин
- принтери та картриджі
- DVD-плеєри та DVD
- комп'ютери та ПЗ
- ліхтарики та батарейки
- мобільний зв'язок та додатковий контент

## Рух по кривій попиту
Якщо товари A та B є комплементами, то зростання ціни на товар A призведе до руху вліво по кривій попиту на товар A та спричинить рух кривої попиту на товар B всередину (ближче до нуля); тобто попит на обидва товари впаде.
Падіння ціни на товар A відповідно призведе до руху вправо по кривій попиту A та спричинить рух кривої попиту B вгору, далі від нуля; попит на обидва товари зросте.

Пропозиція та попит на принтери і картриджі

Приклад руху можна розглянути на принтерах та картриджах. Пропозиція картриджів представлена кривою S, а попит на них представлений початковою кривою попиту D1 на малюнку справа, початкова ціна на картридж — P1, початковий попит — Q1. Якщо ціна принтера впаде, то попит на них зросте, а отже зросте попит і на картриджі. Таке зростання попиту на картриджі зсуне криву попиту вгору до нової позиції D2. Але якщо їх пропозиція не змінна (крива S), то нова величина попиту опиниться в на перетині кількості D2 з новою ціною P2.

## Ступінь комплементарності
Ступінь комплементарності може бути різною, крім того вона не завжди є взаємною. Вона може бути виміряна перехресною ціновою еластичністю попиту.
Наприклад, у випадку з відеоіграми — окрема гра (комплементарний товар) має бути спожита з конкретною ігровою консоллю, для якої вона розроблена (базовий товар). Однак зворотнє не справджується — попит на консоль не залежить лише від однієї гри.

### Досконалий комплемент

Крива байдужості для досконалих комплементів

Досконала комплементарність благ — властивість благ ідеально доповнювати одне одного в споживанні та слугувати задоволенню однієї потреби.
Досконалий комплемент — це товар, який повинен бути спожитий лише з іншим товаром. Крива байдужості досконалого комплементу матиме прямий кут, як зображено на малюнку справа. У реальному світі таких товарів небагато. Одним з прикладів є правий та лівий предмет одягу (взуття чи рукавички); вони продаються парами, і співвідношення між продажем лівої чи правої частини буде максимально наближено до 1:1 (навіть якщо людина, напр. має лише одну руку і купує одну рукавичку).

## Використання в маркетингу
В маркетингу, наявність у портфелі комплементарних товарів дає компанії додаткові ринкові переваги, зокрема дозволяє прив'язати покупця, оскільки збільшує вартість переходу (англ. switching cost).
Існує декілька цінових стратегій для базового та комплементарного товару:
- встановити досить низьку ціну на базовий товар у порівнянні з комплементарним — дозволяє легке залучення клієнтів (напр. принтер та картридж);
- встановити досить високу ціну на базовий товар у порівнянні з комплементарним — встановлює бар'єр на вході та виході (напр. вартість членства в гольф-клубі та плата за окрему гру).